# 廖仲安
廖仲安（1925年11月—2017年4月19日），男，原名尹彦辉，四川西昌人。中国古典文学研究家。北京师范学院教授。

## 生平
1944年至1946年就读于昆明西南联合大学师范学院文史专修科，1947年转入北京大学中文系。后化名前往解放区，投身革命。1948年加入中国共产党。1949年开始在北京市教育局和市委宣传部工作。1956年秋开始担任北京师范学院中文系讲师，1958年起任北京师范学院中文系古典文学教研室主任，1979年晋升教授。
因病于2017年4月19日在北京去世，享年92岁。

## 作品
廖仲安曾任《文学遗产》季刊编委、《红楼梦学刊》编委。著有古典文学论著《陶渊明》、《反刍集》等。主编《中国古典文学辞典》。代表性论文《唐代文学繁荣的政治思想背景》、《漫谈反对封建主义与古典文学研究》等。